# Molophilus keda
Molophilus keda là một loài ruồi trong họ Limoniidae. Chúng phân bố ở miền Australasia.